# Peter Jäger (Autor)

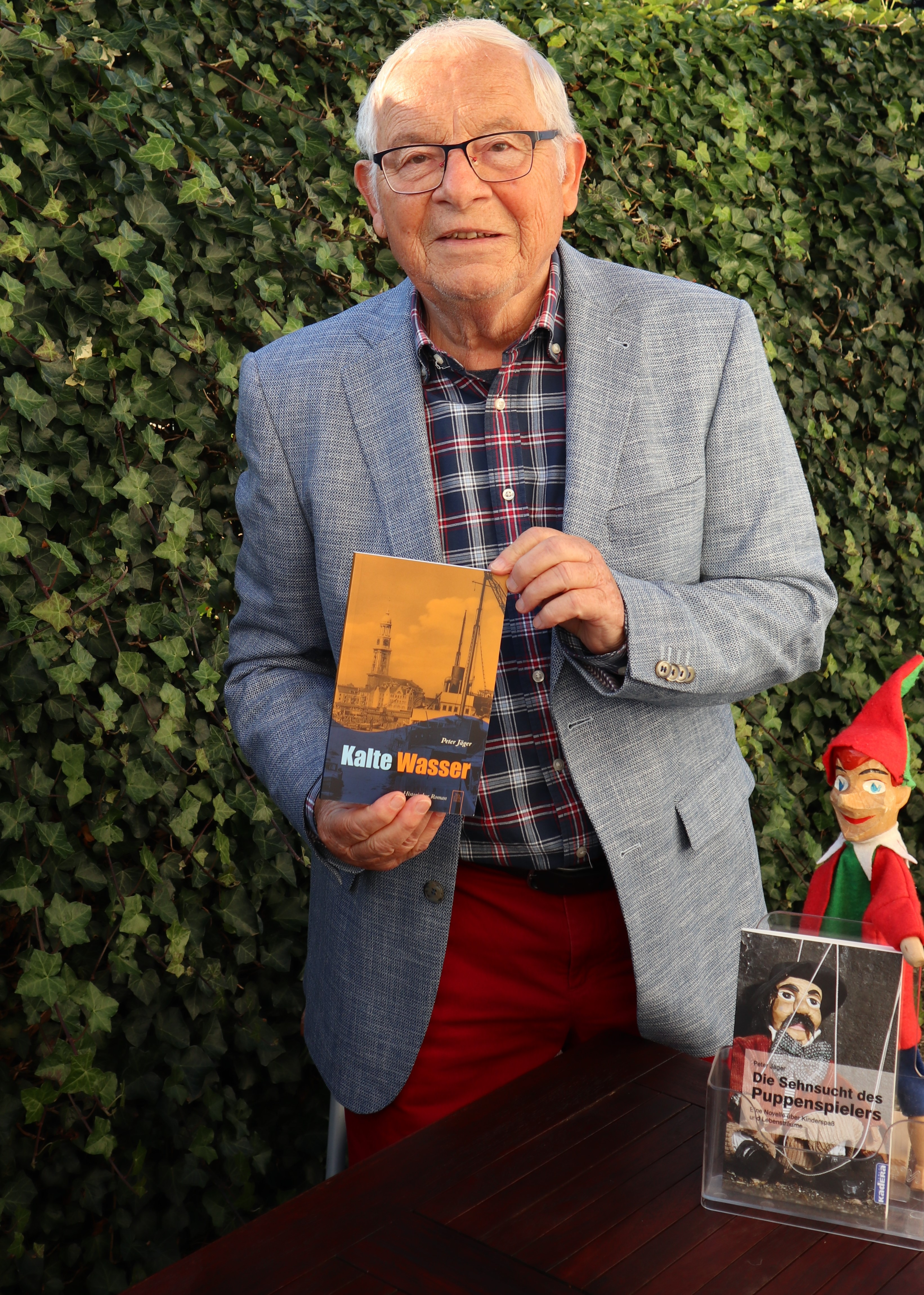
Peter Jäger (2021)

Peter Jäger (* 25. Juni 1940 in Stettin) ist ein deutscher Journalist und Autor.

## Leben
Peter Jäger wuchs während des Zweiten Weltkriegs bei der Großmutter in Königsberg auf. 1945 musste auch seine Familie im Januar vor der heranrollenden Offensive der Sowjet-Armee flüchten. Nach kurzem Aufenthalt in Hamburg bei seinen Eltern holte die Großmutter ihn zu sich ins Kohlerevier am Niederrhein, wo er ab dem 14. Lebensjahr eine Bergmannslehre bei der Zeche Rheinpreußen absolvierte. Anschließend arbeitete er in wechselnden Berufen: im Hamburger Hafen, in einer Druckerei und als Bankangestellter. Die Ereignisse um die Spiegel-Affäre und die Teilnahme an den Protesten waren prägend für ihn und haben den Berufswechsel zum Journalismus befördert. Von 1978 bis 2000 arbeitete er als Lokaljournalist in Hamburg, als Redakteur einer lokalen Wochenzeitung unterstützte er Projekte im Stadtteil Hamburg-Eidelstedt (Bürgerhaus, Heimatmuseum, AKN-Bahnhof fürs Zentrum). Inzwischen ist er freier Journalist und Buchautor.
Peter Jäger ist verheiratet, hat zwei Kinder aus erster Ehe und lebt seit 2001 in Quickborn bei Hamburg.

## Werke

### Kinderbücher
- Vierbeiner auf Probe, Engelbert Verlag, Balve 1990, ISBN 978-3-536-01824-4, Neuauflage 2013 mit Illustrationen, Braun & Behrmann
- Die Wiese gehört uns!, Boje Verlag Erlangen 1992, ISBN 978-3-414-85461-2

### Chroniken
- Die Geschichte des Eidelstedter Mühle, Hrsg. vom Eidelstedter Heimatmuseum, 1984.
- Hamburg-Eidelstedt. Sutton Verlag, Erfurt 2007, ISBN 978-3-86680-155-4
- Auf den Spuren der Eidelstedter Geschichte. Vom Mühlendorf zum Stadtteil Hamburgs, Born-Verlag, Hamburg 2000, ISBN 978-3-00-006659-7

### Romane und Kurzgeschichten
- Der Zorn der frühen Jahre, Norderstedt 2004, Books on Demand, ISBN 978-3-8334-1567-8
- Kalte Wasser, Sutton Verlag, Erfurt 2008, ISBN 978-3-86680-292-6
- Eddie will leben – Existenz unter Druck, Kadera-Verlag, Hamburg 2015, ISBN 978-3-944459-42-4
- Herzklopfen im Herbst -Lebenslust zählt nicht die Jahre, Kadera-Verlag, Hamburg 2019, ISBN 978-3-948218-10-2
- Die Sehnsucht des Puppenspielers, Kadera-Verlag, Hamburg 2020, ISBN 978-3-948218-18-8, 176
- Mit der Achterbahn durch's Leben – Ein Familienroman, Verlag Tredition, Hamburg 2022, ISBN 978-3-347-54274-7
- Wenn plötzlich alles anders wird, Verlag Tredition, Hamburg 2022, ISBN 978-3-347-71463-2
- Auf gute Nachbarschaft, Verlag Tredition, Hamburg 2023, ISBN 978-3-347-96140-1
- Träume brauchen starke Flügel, Verlag Tredition, Hamburg 2024, ISBN 978-3-384-16423-0
- Aber sonst geht´s uns gut!, Verlag Tredition, Hamburg 2024, ISBN 978-3-384-26534-0
- Junge Liebe: im Wirtschaftswunder Historischer Roman, Verlag Tredition, Hamburg 2024, ISBN 978-3-384-38190-3

### Kinder- und Weihnachtsmärchen
- Wie gut, dass es Engel gibt, Braun & Behrmann, Quickborn 2010, E-Book bei Amazon.de
- Wer spricht denn da im Schuhkarton, Braun & Behrmann, Quickborn 2011
- Zwei Engel auf den Spuren des Glücks, Braun & Behrmann, Quickborn 2012
- Das Geheimnis der verschollenen Engel, Kadera-Verlag, Hamburg 2015, Kindle Edition
- Kleine Engel – große Herzen, Kadera-Verlag, Hamburg 2016, ISBN 978-3-944459-75-2
- Schutzengel geben niemals auf, Kadera-Verlag, Hamburg 2017, ISBN 978-3-944459-88-2
- Bienen, Blüten und ein Moor, Kadera-Verlag, Hamburg 2018, ISBN 978-3-944459-90-5